# Hungarian Football League 2024
La Hungarian Football League 2024 (detta anche "Veolia HFL 2024" per ragioni di sponsorizzazione) è la 19ª edizione del campionato di football americano di primo livello, organizzato dalla MAFSZ.

## Squadre partecipanti
| Club              | Città     | Stadio | Sponsor ufficiale | Risultato nella stagione 2023 |
| ----------------- | --------- | ------ | ----------------- | ----------------------------- |
| Budapest Cowbells | Budapest  |        | Csepel TC         |                               |
| Budapest Titans   | Budapest  |        |                   |                               |
| Budapest Wolves   | Budapest  |        |                   |                               |
| Győr Sharks       | Győr      |        |                   |                               |
| Újpest Bulldogs   | Budapest  |        |                   |                               |
| VSD Rangers       | Dunakeszi |        |                   |                               |

## Stagione regolare

### Calendario

#### 1ª giornata
| Nyúl 6 aprile 2024, ore 15:00 | Győr Sharks | 26 – 48 | Budapest Titans | Nyúli Sportpálya |

#### 2ª giornata
| Dunakeszi 13 aprile 2024, ore 15:00 | VSD Rangers | 8 – 28 | Budapest Wolves | Magyarság Sportpálya |

| Budapest 14 aprile 2024, ore 15:00 | Újpest Bulldogs | 31 – 34 | Budapest Cowbells | UTE Atlétikai Stadion |

#### 3ª giornata
| Budapest 21 aprile 2024, ore 13:00 | Budapest Wolves | 22 – 48 | Budapest Titans | Angyalföldi Sportközpont |

| Nyúl 21 aprile 2024, ore 15:00 | Győr Sharks | 24 – 0 | VSD Rangers | Nyúli Sportpálya |

#### 4ª giornata
| Dunakeszi 4 maggio 2024, ore 15:00 | VSD Rangers | 0 – 40 (0-13 0-13 0-7 0-7) | Budapest Cowbells | Magyarság Sportpálya |

| Budapest 5 maggio 2024, ore 15:00 | Újpest Bulldogs | 13 – 32 | Budapest Titans | UTE Atlétikai Stadion |

#### 5ª giornata
| Budapest 12 maggio 2024, ore 15:00 | Budapest Cowbells | 14 – 11 | Győr Sharks | Papírgyári pálya |

#### Anticipi 1
| Budapest 19 maggio 2024, ore 15:00 | Budapest Cowbells | 31 – 3 | Budapest Wolves | Papírgyári pálya |

#### 6ª giornata
| Budapest 25 maggio 2024, ore 15:00 | Budapest Titans | 42 – 14 | VSD Rangers | Szabadkikötő SE |

| Nyúl 26 maggio 2024, ore 15:00 | Győr Sharks | 10 – 28 | Újpest Bulldogs | Nyúli Sportpálya |

#### 7ª giornata
| Budapest 8 giugno 2024, ore 15:00 | Budapest Titans | 33 – 34 (0-7 20-2 6-12 7-13) | Budapest Cowbells | Szabadkikötő SE |

| Dunakeszi 8 giugno 2024, ore 15:00 | VSD Rangers | 0 – 27 (0-7 0-6 0-8 0-6) | Újpest Bulldogs | Magyarság Sportpálya |

| Budapest 9 giugno 2024, ore 15:00 | Budapest Wolves | 13 – 10 (0-3 7-0 3-7 3-0) | Győr Sharks | Angyalföldi Sportközpont |

#### 8ª giornata
| Budapest 23 giugno 2024, ore 15:00 | Budapest Wolves | 14 – 21 | Újpest Bulldogs | Angyalföldi Sportközpont |

### Classifica
La classifica della regular season è la seguente:
- PCT = percentuale di vittorie, G = partite giocate, V = partite vinte,  P = partite perse, PF = punti fatti, PS = punti subiti

| Pos. | Squadra           | PCT   | G | V | N | P | PF  | PS  |
| ---- | ----------------- | ----- | - | - | - | - | --- | --- |
| 1    | Budapest Cowbells | 1.000 | 5 | 5 | 0 | 0 | 153 | 78  |
| 2    | Budapest Titans   | .800  | 5 | 4 | 0 | 1 | 203 | 109 |
| 3    | Újpest Bulldogs   | .600  | 5 | 3 | 0 | 2 | 120 | 90  |
| 4    | Budapest Wolves   | .400  | 5 | 2 | 0 | 3 | 80  | 118 |
| 5    | Győr Sharks       | .200  | 5 | 1 | 0 | 4 | 81  | 103 |
| 6    | VSD Rangers       | .000  | 5 | 0 | 0 | 5 | 22  | 161 |

## Playoff

### Tabellone
|  | Semifinali | Semifinali        | Semifinali |                 |    | XVIII Hungarian Bowl | XVIII Hungarian Bowl | XVIII Hungarian Bowl |  |
|  |            |                   |            |                 |    |                      |                      |                      |  |
|  | 1          | Budapest Cowbells | 24         |                 |    |                      |                      |                      |  |
|  | 1          | Budapest Cowbells | 24         |                 |    |                      |                      |                      |  |
|  | 4          | Budapest Wolves   | 7          |                 |    |                      |                      |                      |  |
|  | 4          | Budapest Wolves   | 7          |                 | 1  | Budapest Cowbells    | 29                   |                      |  |
|  |            |                   |            |                 | 1  | Budapest Cowbells    | 29                   |                      |  |
|  |            |                   | 2          | Budapest Titans | 51 |                      |                      |                      |  |
|  | 2          | Budapest Titans   | 2          | Budapest Titans | 51 | 21                   |                      |                      |  |
|  | 2          | Budapest Titans   |            |                 |    |                      |                      |                      |  |
|  | 3          | Újpest Bulldogs   | 6          |                 |    |                      |                      |                      |  |

### Semifinali
| Budapest 6 luglio 2024, ore 15:00 | Budapest Titans | 21 – 6 | Újpest Bulldogs | Szabadkikötő SE |

| Budapest 7 luglio 2024, ore 15:00 | Budapest Cowbells | 24 – 7 | Budapest Wolves | Papírgyári pálya |

### XVII Hungarian Bowl
| Budapest 20 luglio 2024, ore 17:00 | Budapest Cowbells | 29 – 51 | Budapest Titans | Kincsem Park |

## Verdetti
- Budapest Titans Campioni dell'Ungheria 2024